# بلادنسبرگ (آیووا)
بلادنسبرگ (به انگلیسی: Bladensburg) یک منطقهٔ مسکونی در ایالات متحده آمریکا است که در آیووا واقع شده‌است. بلادنسبرگ ۲۳۱٫۹۶ متر بالاتر از سطح دریا واقع شده‌است.